# 埃里松
埃里松（法語：Hérisson，法語發音：[eʁisɔ̃]）是法国阿列省的一个市镇，位于该省西部，属于蒙吕松区。

## 地理
埃里松（46°30'31"N, 2°42'41"E）面积32.57 平方千米，位于法国奥弗涅-罗讷-阿尔卑斯大区阿列省，该省份为法国中部省份，北起涅夫勒省、西北接谢尔省，西南至克勒兹省，南至多姆山省，东南临卢瓦尔省，东临索恩-卢瓦尔省。
与埃里松接壤的市镇（或旧市镇、城区）包括：勒布勒通、卢鲁布尔博奈、圣卡普赖、瓦隆昂叙利、韦纳、上博卡日。

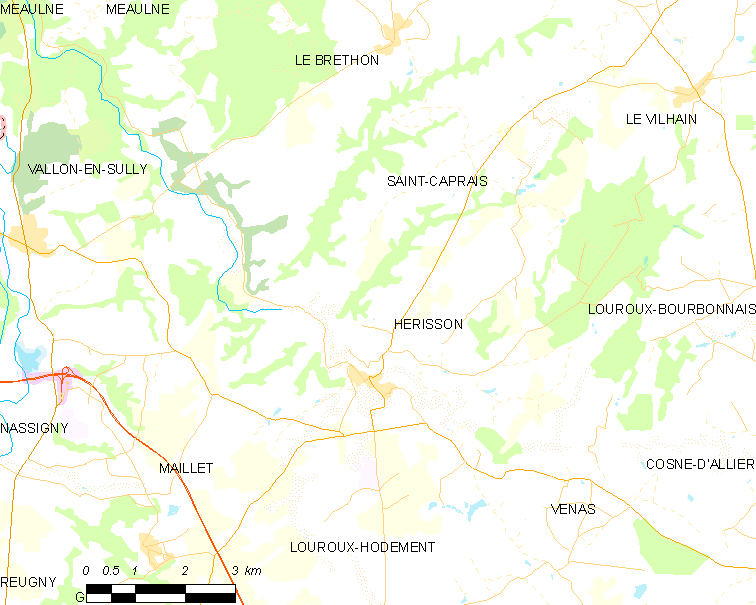
埃里松的OSM定位图

埃里松的时区为UTC+01:00、UTC+02:00（夏令时）。

## 行政
埃里松的邮政编码为03190，INSEE市镇编码为03127。

## 政治
埃里松所属的省级选区为于列勒县。

## 人口

1962-2008年间埃里松人口变化图示

埃里松于2022年1月1日时的人口数量为564人。